# Kolumbia a 2004. évi nyári olimpiai játékokon
Kolumbia a görögországi Athénban megrendezett 2004. évi nyári olimpiai játékok egyik részt vevő nemzete volt. Az országot az olimpián 15 sportágban 53 sportoló képviselte, akik összesen 2 érmet szereztek.

## Érmesek
| Érem  | Versenyző         | Sportág      | Versenyszám     |
| ----- | ----------------- | ------------ | --------------- |
| Bronz | María Luisa Calle | Kerékpározás | Női pontverseny |
| Bronz | Mabel Mosquera    | Súlyemelés   | Női 53 kg       |

## Atlétika
Férfi
| Versenyző            | Versenyszám     | Előfutam | Előfutam | Előfutam | Negyeddöntő | Negyeddöntő | Negyeddöntő | Elődöntő | Elődöntő | Elődöntő | Döntő   | Döntő    |
| Versenyző            | Versenyszám     | Idő      | Hely.    | Össz.    | Idő         | Hely.       | Össz.       | Idő      | Hely.    | Össz.    | Idő     | Helyezés |
| -------------------- | --------------- | -------- | -------- | -------- | ----------- | ----------- | ----------- | -------- | -------- | -------- | ------- | -------- |
| Paulo Villar         | 110 m gát       | 13,44    | 1.       | 14.*     | 14,03       | 8.          | 29.         | kiesett  | kiesett  | kiesett  | kiesett | kiesett  |
| Juan Carlos Cardona  | Maraton         |          |          |          |             |             |             |          |          |          | 2:22:49 | 51.      |
| José Alirio Carrasco | Maraton         |          |          |          |             |             |             |          |          |          | 2:21:14 | 43.      |
| Luis Fernando López  | 20 km gyaloglás |          |          |          |             |             |             |          |          |          | 1:26:34 | 24.      |

Női
| Versenyző                                                    | Versenyszám     | Előfutam | Előfutam | Előfutam | Negyeddöntő | Negyeddöntő | Negyeddöntő | Elődöntő | Elődöntő | Elődöntő | Döntő   | Döntő    |
| Versenyző                                                    | Versenyszám     | Idő      | Hely.    | Össz.    | Idő         | Hely.       | Össz.       | Idő      | Hely.    | Össz.    | Idő     | Helyezés |
| ------------------------------------------------------------ | --------------- | -------- | -------- | -------- | ----------- | ----------- | ----------- | -------- | -------- | -------- | ------- | -------- |
| Melissa Murillo                                              | 100 m           | 11,67    | 5.       | 42.      | kiesett     | kiesett     | kiesett     | kiesett  | kiesett  | kiesett  | kiesett | kiesett  |
| Digna Murillo                                                | 200 m           | 22,98    | 5.       | 18.      | 23,19       | 4.          | 18.*        | kiesett  | kiesett  | kiesett  | kiesett | kiesett  |
| Sandra Zapata                                                | 20 km gyaloglás |          |          |          |             |             |             |          |          |          | 1:42:22 | 46.      |
| Melissa Murillo Felipa Palacios Digna Murillo Norma González | 4 × 100 m váltó | 43,30    | 5.       | 10.      |             |             |             |          |          |          | kiesett | kiesett  |

| Versenyző         | Versenyszám   | Selejtező | Selejtező | Döntő    | Döntő    |
| Versenyző         | Versenyszám   | Eredmény  | Helyezés  | Eredmény | Helyezés |
| ----------------- | ------------- | --------- | --------- | -------- | -------- |
| Caterine Ibargüén | Magasugrás    | 185 cm    | 30.       | kiesett  | kiesett  |
| Zuleima Aramendiz | Gerelyhajítás | 59,94 m   | 17.       | kiesett  | kiesett  |

* - egy másik versenyzővel azonos időt ért el

## Birkózás

### Férfi
Kötöttfogású
| Versenyző                | Versenyszám | Csoportkör                                                                                            | Csoportkör | Negyeddöntő       | Elődöntő          | Bronz- mérkőzés   | Döntő             | Helyezés |
| Versenyző                | Versenyszám | Ellenfél Eredmény                                                                                     | Hely.      | Ellenfél Eredmény | Ellenfél Eredmény | Ellenfél Eredmény | Ellenfél Eredmény | Helyezés |
| ------------------------ | ----------- | --- | ---------- | ----------------- | ----------------- | ----------------- | ----------------- | -------- |
| Luis Fernando Izquieredo | 66 kg       | E csoport · Şeref Eroğlu (TUR) · 0-10 · Armen Vardanyan (UKR) · 0-13 · Manucsar Kvirkelia (GEO) · DSQ | 3.         | kiesett           | kiesett           | kiesett           | kiesett           | 10.      |

DSQ - kizárták

## Cselgáncs
Férfi
| Versenyző            | Versenyszám | Selejtező         | 32-es főtábla                  | Nyolcaddöntő      | Negyeddöntő       | Elődöntő          | Vigaszág első kör | Vigaszág negyeddöntő | Vigaszág elődöntő | Bronz- mérkőzés   | Döntő             | Helyezés    |
| Versenyző            | Versenyszám | Ellenfél Eredmény | Ellenfél Eredmény              | Ellenfél Eredmény | Ellenfél Eredmény | Ellenfél Eredmény | Ellenfél Eredmény | Ellenfél Eredmény    | Ellenfél Eredmény | Ellenfél Eredmény | Ellenfél Eredmény | Helyezés    |
| -------------------- | ----------- | ----------------- | ------------------------------ | ----------------- | ----------------- | ----------------- | ----------------- | -------------------- | ----------------- | ----------------- | ----------------- | ----------- |
| Mario Antonio Valles | Váltósúly   |                   | Flávio Canto (BRA) · 0000-1000 | kiesett           | kiesett           | kiesett           |                   |                      |                   |                   |                   | helyezetlen |
| Sergio Camacho       | Nehézsúly   |                   | Semír Pepic (AUS) · 0000-1000  | kiesett           | kiesett           | kiesett           |                   |                      |                   |                   |                   | helyezetlen |

Női
| Versenyző      | Versenyszám | Selejtező                          | Nyolcaddöntő      | Negyeddöntő       | Elődöntő          | Vigaszág első kör | Vigaszág negyeddöntő | Vigaszág elődöntő | Bronz- mérkőzés   | Döntő             | Helyezés    |
| Versenyző      | Versenyszám | Ellenfél Eredmény                  | Ellenfél Eredmény | Ellenfél Eredmény | Ellenfél Eredmény | Ellenfél Eredmény | Ellenfél Eredmény    | Ellenfél Eredmény | Ellenfél Eredmény | Ellenfél Eredmény | Helyezés    |
| -------------- | ----------- | ---------------------------------- | ----------------- | ----------------- | ----------------- | ----------------- | -------------------- | ----------------- | ----------------- | ----------------- | ----------- |
| Lisseth Orozco | Légsúly     | Tatyjana Siskina (KAZ) · 0011-0012 | kiesett           | kiesett           | kiesett           |                   |                      |                   |                   |                   | helyezetlen |

## Kerékpározás

### Országúti kerékpározás
Férfi
| Versenyző        | Versenyszám   | Idő                   | Helyezés      |
| ---------------- | ------------- | --------------------- | ------------- |
| Luis Laverde     | Mezőnyverseny | 5:41:56 (+0:12)       | 36.           |
| Marlon Pérez     | Mezőnyverseny | nem ért célba         | nem ért célba |
| Santiago Botero  | Mezőnyverseny | 5:41:56 (+0:12)       | 31.           |
| Santiago Botero  | Időfutam      | 59:04,76 (+1:33,02)   | 8.            |
| Víctor Hugo Peña | Időfutam      | 1:00:09,89 (+2:38,15) | 15.           |
| Víctor Hugo Peña | Mezőnyverseny | nem ért célba         | nem ért célba |

### Pálya-kerékpározás
Üldözőversenyek
| Versenyző         | Versenyszám              | Selejtező | Selejtező | Elődöntő     | Elődöntő  | Elődöntő | Döntő        | Döntő     | Döntő    |
| Versenyző         | Versenyszám              | Idő       | Hely.     | Ellenfél Idő | Saját idő | Hely.    | Ellenfél Idő | Saját idő | Helyezés |
| ----------------- | ------------------------ | --------- | --------- | ------------ | --------- | -------- | ------------ | --------- | -------- |
| María Luisa Calle | Női egyéni üldözőverseny | 3:35,430  | 9.        | kiesett      | kiesett   | kiesett  | kiesett      | kiesett   | kiesett  |

Időfutam
| Név            | Versenyszám           | Idő      | Helyezés |
| -------------- | --------------------- | -------- | -------- |
| Wilson Meneses | Férfi egyéni időfutam | 1:03,614 | 13.      |

Pontversenyek
| Versenyző                         | Versenyszám     | Pont | Helyezés |
| --------------------------------- | --------------- | ---- | -------- |
| María Luisa Calle                 | Női pontverseny | 12   |          |
| Leonardo Duque José Rodolfo Serpa | Férfi madison   | 3    | 16.      |

## Lovaglás
Díjlovaglás
| Versenyző           | Ló               | Versenyszám | 1. kör | 1. kör | 2. kör  | 2. kör  | 3. kör  | 3. kör  | Végeredmény | Végeredmény |
| Versenyző           | Ló               | Versenyszám | Pont   | Hely.  | Pont    | Hely.   | Pont    | Hely.   | Pont        | Helyezés    |
| ------------------- | ---------------- | ----------- | ------ | ------ | ------- | ------- | ------- | ------- | ----------- | ----------- |
| Cesar Alberto Parra | Galant Du Serein | Egyéni      | 62,917 | 46.    | kiesett | kiesett | kiesett | kiesett | kiesett     | kiesett     |

## Műugrás
Férfi
| Versenyző           | Versenyszám        | Selejtező | Selejtező | Elődöntő | Elődöntő | Döntő   | Döntő    |
| Versenyző           | Versenyszám        | Pont      | Helyezés  | Pont     | Helyezés | Pont    | Helyezés |
| ------------------- | ------------------ | --------- | --------- | -------- | -------- | ------- | -------- |
| Juan Guillermo Urán | Egyéni műugrás     | 344,40    | 31.       | kiesett  | kiesett  | kiesett | kiesett  |
| Juan Guillermo Urán | Egyéni toronyugrás | 439,77    | 10.       | 617,04   | 11.      | 605,46  | 12.      |

## Ökölvívás
| Versenyző           | Versenyszám | Selejtező                       | Nyolcaddöntő                  | Negyeddöntő                  | Elődöntő          | Döntő             | Helyezés |
| Versenyző           | Versenyszám | Ellenfél Eredmény               | Ellenfél Eredmény             | Ellenfél Eredmény            | Ellenfél Eredmény | Ellenfél Eredmény | Helyezés |
| ------------------- | ----------- | ------------------------------- | ----------------------------- | ---------------------------- | ----------------- | ----------------- | -------- |
| Carlos Tamara       | Papírsúly   | Redván Bústúk (MAR) · 48-25     | Alfonso Pinto (ITA) · 35-49   | kiesett                      | kiesett           | kiesett           | 9.       |
| Oscar Escandón      | Légsúly     |                                 | Rustam Rachimow (GER) · 15-25 | kiesett                      | kiesett           | kiesett           | 9.       |
| Likar Ramos         | Pehelysúly  | Mihail Bernadszki (BLR) · 18-32 | kiesett                       | kiesett                      | kiesett           | kiesett           | 17.      |
| José David Mosquera | Könnyűsúly  | Vicente Escobedo (USA) · RSC    | kiesett                       | kiesett                      | kiesett           | kiesett           | 17.      |
| Juan Camilo Novoa   | Váltósúly   |                                 | Balog Vilmos (HUN) · 33-24    | Kim Dzsongdzsu (KOR) · 23-25 | kiesett           | kiesett           | 5.       |

RSC - a játékvezető megállította a mérkőzést

## Sportlövészet
Férfi
| Versenyző    | Versenyszám | Selejtező | Selejtező | Döntő   | Döntő    |
| Versenyző    | Versenyszám | Pont      | Helyezés  | Pont    | Helyezés |
| ------------ | ----------- | --------- | --------- | ------- | -------- |
| Danilo Caro  | Trap        | 108       | 33.       | kiesett | kiesett  |
| Diego Duarte | Skeet       | 120       | 15.***    | kiesett | kiesett  |

Női
| Versenyző     | Versenyszám   | Selejtező | Selejtező | Döntő   | Döntő    |
| Versenyző     | Versenyszám   | Pont      | Helyezés  | Pont    | Helyezés |
| ------------- | ------------- | --------- | --------- | ------- | -------- |
| Amanda Mondol | Légpisztoly   | 368       | 35.*      | kiesett | kiesett  |
| Amanda Mondol | Sportpisztoly | 577       | 13.**     | kiesett | kiesett  |

* - két másik versenyzővel azonos eredményt ért el

** - négy másik versenyzővel azonos eredményt ért el

*** - öt másik versenyzővel azonos eredményt ért el

## Súlyemelés
Férfi
| Versenyző          | Versenyszám | Szakítás                 | Szakítás                 | Lökés    | Lökés    | Összesen | Helyezés |
| Versenyző          | Versenyszám | Eredmény                 | Helyezés                 | Eredmény | Helyezés | Összesen | Helyezés |
| ------------------ | ----------- | ------------------------ | ------------------------ | -------- | -------- | -------- | -------- |
| Nelson Castro      | 56 kg       | 115,5                    | 9.*                      | 145,0    | 8.*      | 262,5    | 9.       |
| Oscar Figueroa     | 56 kg       | 125,0                    | 4.*                      | 155,0    | 3.**     | 280,0    | 5.       |
| Diego Salazar      | 62 kg       | érvényes kísérlet nélkül | érvényes kísérlet nélkül | kiesett  | kiesett  | kiesett  | kiesett  |
| Carlos Andica      | 77 kg       | 142,5                    | 21.*                     | 180,0    | 17.*     | 322,5    | 18.      |
| Héctor Ballesteros | 85 kg       | 157,5                    | 13.                      | 197,5    | 9.       | 355,0    | 9.       |

Női
| Versenyző           | Versenyszám | Szakítás | Szakítás | Lökés    | Lökés    | Összesen | Helyezés |
| Versenyző           | Versenyszám | Eredmény | Helyezés | Eredmény | Helyezés | Összesen | Helyezés |
| ------------------- | ----------- | -------- | -------- | -------- | -------- | -------- | -------- |
| Mabel Mosquera      | 53 kg       | 87,5     | 3.*      | 110,0    | 3.       | 197,5    |          |
| Ubaldina Valoyes    | 69 kg       | 105,0    | 6.**     | 127,5    | 8.*      | 232,5    | 8.       |
| Tulia Ángela Medina | 75 kg       | 112,5    | 7.**     | 132,5    | 9.       | 245,0    | 8.       |
| Carmenza Delgado    | +75 kg      | 120,0    | 9.       | 150,0    | 8.*      | 270,0    | 9.       |

* - egy másik versenyzővel azonos eredményt ért el

** - két másik versenyzővel azonos eredményt ért el

## Taekwondo
Férfi
| Versenyző    | Versenyszám | Nyolcaddöntő                        | Negyeddöntő       | Elődöntő          | Vigaszág első kör                 | Vigaszág elődöntő | Bronz- mérkőzés   | Döntő             | Helyezés |
| Versenyző    | Versenyszám | Ellenfél Eredmény                   | Ellenfél Eredmény | Ellenfél Eredmény | Ellenfél Eredmény                 | Ellenfél Eredmény | Ellenfél Eredmény | Ellenfél Eredmény | Helyezés |
| ------------ | ----------- | ----------------------------------- | ----------------- | ----------------- | --------------------------------- | ----------------- | ----------------- | ----------------- | -------- |
| Julián Rojas | Nehézsúly   | Aléxandrosz Nikolaídisz (GRE) · 3-7 |                   |                   | Abd el-Káder ez-Zrúri (MAR) · 2-6 | kiesett           | kiesett           |                   | 7.       |

Női
| Versenyző     | Versenyszám | Nyolcaddöntő                       | Negyeddöntő                 | Elődöntő          | Vigaszág első kör           | Vigaszág elődöntő       | Bronz- mérkőzés                  | Döntő             | Helyezés |
| Versenyző     | Versenyszám | Ellenfél Eredmény                  | Ellenfél Eredmény           | Ellenfél Eredmény | Ellenfél Eredmény           | Ellenfél Eredmény       | Ellenfél Eredmény                | Ellenfél Eredmény | Helyezés |
| ------------- | ----------- | ---------------------------------- | --------------------------- | ----------------- | --------------------------- | ----------------------- | -------------------------------- | ----------------- | -------- |
| Gladys Mora   | Légsúly     | Juana Wangsa Putri (INA) · 2-2 SUP | Chen Shih-Hsien (TPE) · 0-1 |                   | Szangina Baidja (NEP) · 5-1 | Euda Carías (GUA) · 2-0 | Jauvapha Bunphoncsaj (THA) · 1-2 |                   | 5.       |
| Paola Delgado | Pehelysúly  | Iridia Salazar (MEX) · 2-5         | kiesett                     | kiesett           |                             |                         |                                  |                   | 11.      |

SUP - döntő fölény

## Tenisz
Női
| Versenyző                        | Versenyszám | 64-es főtábla                    | 32-es főtábla                                                   | Nyolcaddöntő                                               | Negyeddöntő       | Elődöntő          | Bronz- mérkőzés   | Döntő             | Helyezés |
| Versenyző                        | Versenyszám | Ellenfél Eredmény                | Ellenfél Eredmény                                               | Ellenfél Eredmény                                          | Ellenfél Eredmény | Ellenfél Eredmény | Ellenfél Eredmény | Ellenfél Eredmény | Helyezés |
| -------------------------------- | ----------- | -------------------------------- | --------------------------------------------------------------- | ---------------------------------------------------------- | ----------------- | ----------------- | ----------------- | ----------------- | -------- |
| Catalina Castaño                 | Egyes       | Eléni Danjilídu (GRE) · 2-6, 1-6 | kiesett                                                         | kiesett                                                    | kiesett           | kiesett           | kiesett           | kiesett           | 33.      |
| Fabiola Zuluaga                  | Egyes       | Jelena Janković (SCG) · 6-4, 6-1 | Paola Suárez (ARG) · 4-6, 7-6, 6-1                              | Francesca Schiavone (ITA) · 7-6, 1-6, 3-6                  | kiesett           | kiesett           | kiesett           | kiesett           | 9.       |
| Catalina Castaño Fabiola Zuluaga | Páros       |                                  | Luxemburg (LUX) · Anne Kremer · Claudine Schaul · 7-6, 2-6, 9-7 | Ausztrália (AUS) · Alicia Molik · Rennae Stubbs · 4-6, 2-6 | kiesett           | kiesett           | kiesett           | kiesett           | 9.       |

## Torna
Férfi
| Versenyző          | Versenyszám      | Selejtező | Selejtező | Döntő    | Döntő    |
| Versenyző          | Versenyszám      | Pontszám  | Helyezés  | Pontszám | Helyezés |
| ------------------ | ---------------- | --------- | --------- | -------- | -------- |
| Jorge Hugo Giraldo | Talaj            | 9,137     | 55.       | kiesett  | kiesett  |
| Jorge Hugo Giraldo | Ugrás            | 9,412     |           | kiesett  | kiesett  |
| Jorge Hugo Giraldo | Korlát           | 9,437     | 44.       | kiesett  | kiesett  |
| Jorge Hugo Giraldo | Nyújtó           | 9,337     | 51.       | kiesett  | kiesett  |
| Jorge Hugo Giraldo | Gyűrű            | 9,237     | 56.       | kiesett  | kiesett  |
| Jorge Hugo Giraldo | Lólengés         | 8,437     | 77.       | kiesett  | kiesett  |
| Jorge Hugo Giraldo | Egyéni összetett | 54,997    | 32.       | kiesett  | kiesett  |

## Triatlon
| Versenyző       | Versenyszám | 1,5 km úszás | 1,5 km úszás | 40 km kerékpározás | 40 km kerékpározás | 10 km futás | 10 km futás | Összesítés | Összesítés |
| Versenyző       | Versenyszám | Idő          | Hely.        | Idő                | Hely.              | Idő         | Hely.       | Idő        | Helyezés   |
| --------------- | ----------- | ------------ | ------------ | ------------------ | ------------------ | ----------- | ----------- | ---------- | ---------- |
| Fiorella D'Croz | Női         | 20:32        | 34.          | 1:18:00            | 44.                | 41:49       | 42.         | 2:21:03,46 | 42.        |

## Úszás
Férfi
| Versenyző      | Versenyszám    | Előfutam | Előfutam | Előfutam | Elődöntő | Elődöntő | Elődöntő | Döntő   | Döntő    |
| Versenyző      | Versenyszám    | Idő      | Hely.    | Össz.    | Idő      | Hely.    | Össz.    | Idő     | Helyezés |
| -------------- | -------------- | -------- | -------- | -------- | -------- | -------- | -------- | ------- | -------- |
| Camilo Becerra | 50 m gyors     | 23,23    | 5.*      | 36.**    | kiesett  | kiesett  | kiesett  | kiesett | kiesett  |
| Camilo Becerra | 100 m gyors    | 52,57    | 2.       | 53.      | kiesett  | kiesett  | kiesett  | kiesett | kiesett  |
| Camilo Becerra | 100 m pillangó | 54,71    | 5.       | 37.      | kiesett  | kiesett  | kiesett  | kiesett | kiesett  |
| Omar Pinzón    | 200 m hát      | 2:07,26  | 3.       | 35.      | kiesett  | kiesett  | kiesett  | kiesett | kiesett  |

Női
| Versenyző    | Versenyszám | Előfutam | Előfutam | Előfutam | Döntő   | Döntő    |
| Versenyző    | Versenyszám | Idő      | Hely.    | Össz.    | Idő     | Helyezés |
| ------------ | ----------- | -------- | -------- | -------- | ------- | -------- |
| Paola Duguet | 400 m gyors | 4:20,69  | 1.       | 29.      | kiesett | kiesett  |
| Paola Duguet | 800 m gyors | 9:06,96  | 5.       | 27.      | kiesett | kiesett  |

* - egy másik versenyzővel azonos időt ért el

** - két másik versenyzővel azonos időt ért el

## Vívás
Női
| Versenyző             | Versenyszám       | Selejtező                    | 32-es főtábla                 | Nyolcaddöntő      | Negyeddöntő       | Elődöntő          | Bronz- mérkőzés   | Döntő             | Helyezés |
| Versenyző             | Versenyszám       | Ellenfél Eredmény            | Ellenfél Eredmény             | Ellenfél Eredmény | Ellenfél Eredmény | Ellenfél Eredmény | Ellenfél Eredmény | Ellenfél Eredmény | Helyezés |
| --------------------- | ----------------- | ---------------------------- | ----------------------------- | ----------------- | ----------------- | ----------------- | ----------------- | ----------------- | -------- |
| Ángela María Espinosa | Párbajtőr, egyéni | Natalia Tychler (RSA) · 15-8 | Britta Heidemann (GER) · 3-15 | kiesett           | kiesett           | kiesett           | kiesett           | kiesett           | 29.      |